# Orange Studio
Orange Studio initialement Studio 37) est une ancienne société de production cinématographie française, fondée en 2007 par l'opérateur Orange.

## Historique
En janvier 2007, le groupe France Télécom, engagé dans une stratégie de diversification dans les contenus voulue par son président-directeur général Didier Lombard, fonde une filiale de production cinéma : Studio 37. Dirigé par Frédérique Dumas, le Studio 37 se positionne dans la co-production, l’acquisition, la distribution et la vente internationale de films et de séries. Fin 2012, Studio 37 est renommé Orange Studio dans le cadre du processus de changement d'identité du groupe France Télécom en Orange. Malgré plusieurs succès comme The Artist ou La Nouvelle Guerre des boutons, ses investissements sont gelés en 2013 par le nouveau président-directeur général du groupe, Stéphane Richard, conséquence des lourdes pertes de l'entreprise et afin de recentrer la stratégie de diversification de l'opérateur. La directrice générale Frédérique Dumas est écartée l'année suivante. De 2017 à 2024, Orange Studio coproduit avec OCS des séries originales à vocation internationale, au format 52 minutes, sous le label OCS Originals. Première série sous ce label, Le nom de la rose est diffusée à partir de mars 2019, sur OCS Max. En novembre 2020, OCS diffuse Cheyenne et Lola, la première série OCS Originals française.

## Identité visuelle (logo)

Logo de 2007 au 15 janvier 2013.
Logo du 15 janvier 2013 au 16 juin 2017.
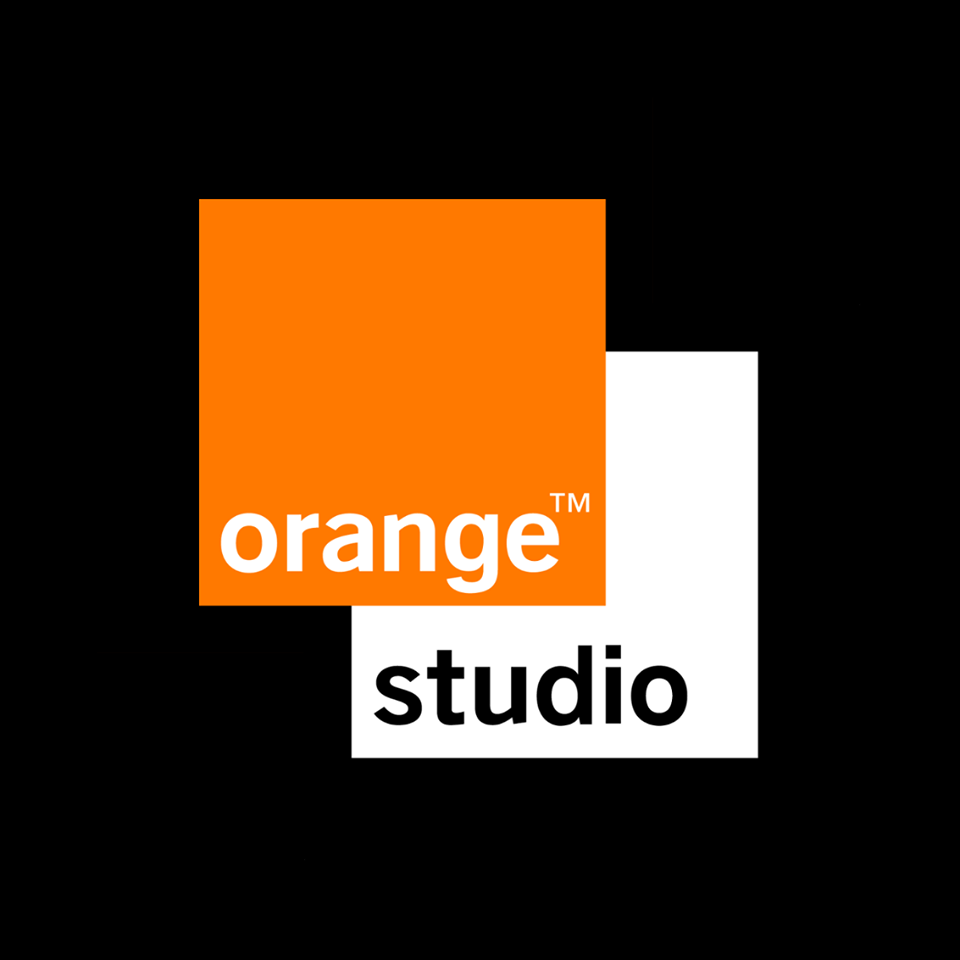
Logo actuel utilisé à partir du 16 juin 2017.

## Filmographie sélective

### Cinéma
- 2009 : Welcome de Philippe Lioret
- 2010 : Gainsbourg (vie héroïque) de Joann Sfar
- 2010 : Fatal de Michaël Youn
- 2011 : The Artist de Michel Hazanavicius
- 2011 : La Nouvelle Guerre des boutons de Christophe Barratier
- 2012 : Stars 80 de Frédéric Forestier et Thomas Langmann
- 2013 : Jappeloup de Christian Duguay
- 2015 : Un moment d'égarement de Jean-François Richet
- 2015 : Le Petit Prince de Mark Osborne
- 2016 : La Danseuse de Stéphanie Di Giusto
- 2017 : Mission Pays basque de Ludovic Bernard
- 2017 : Les Gardiennes de Xavier Beauvois
- 2018 : Les Chatouilles de Andréa Bescond
- 2019 : La Lutte des Classes de Michel Leclerc
- 2019 : La Belle Époque de Nicolas Bedos
- 2019 : Une vie Cachée de Terrence Malick
- 2020 : Cuban Network d'Olivier Assayas
- 2020 : La Bonne Épouse de Martin Provost
- 2021 : The Father de Florian Zeller
- 2022 : En attendant Bojangles de Régis Roinsard
- 2022 : Adieu monsieur Haffmann de Fred Cavayé
- 2022 : L'Homme parfait de Xavier Durringer
- 2022 : The Son de Florian Zeller
- 2022 : Les Vieux Fourneaux 2 : Bons pour l'asile de Christophe Duthuron
- 2022 : Le Tigre et le Président de Jean-Marc Peyrefitte
- 2022 : Maestro(s) de Bruno Chiche
- 2022 : L'Astronaute de Nicolas Giraud
- 2023 : Mon chat et moi, la grande aventure de Rroû de Guillaume Maidatchevsky
- 2023 : Comme un prince d'Ali Marhyar
- 2024 : Maria de Jessica Palud

### Séries télévisées
- 2019 : Le Nom de la rose
- 2020 : Devils
- 2020 : Cheyenne et Lola
- 2021 : L'Opéra
- 2022 : Sentinelles

## Box-office
- Tableau ci-dessous : Films coproduit par Orange Studio ayant attiré au moins un million de spectateurs en France.

|   | Films                          | Réalisateurs                          | Années | France (entrées) |
| 1 | The Artist                     | Michel Hazanavicius                   | 2011   | 3 064 827        |
| 2 | Le Petit Prince                | Mark Osborne                          | 2015   | 1 933 690        |
| 3 | Stars 80                       | Frédéric Forestier et Thomas Langmann | 2012   | 1 866 509        |
| 4 | Jappeloup                      | Christian Duguay                      | 2013   | 1 807 043        |
| 5 | La Nouvelle Guerre des boutons | Christophe Barratier                  | 2011   | 1 542 231        |
| 6 | Fatal                          | Michaël Youn                          | 2010   | 1 208 113        |
| 7 | La Belle Époque                | Nicolas Bedos                         | 2019   | 1 243 297        |
| 7 | Welcome                        | Philippe Lioret                       | 2009   | 1 205 065        |
| 8 | Gainsbourg, vie héroïque       | Joann Sfar                            | 2010   | 1 199 451        |